# 泐史
泐史又称朗丝本勐泐、勐泐古事书、车里宣慰使司地方志、西双版纳古事，是中國云南西双版纳傣族的编年體史书，共3卷，成書於明朝，該史書用傣文撰寫，記載了1180年至1945年各位召片领姓名、生卒年、在位时间及其配偶、儿女与封地、俸禄等事跡。